# Pałacyk Zieleniewskiego w Krakowie
Pałacyk Zieleniewskiego – zabytkowy pałacyk miejski znajdujący się w Krakowie, w dzielnicy I Stare Miasto przy ulicy św. Marka 31, na Starym Mieście. 
Jest jednym z nielicznych, zachowanych w Krakowie przykładów XIX-wiecznego domu fabrykanckiego.

## Historia
Najstarsza zabudowa działki powstała około 1300. Przed XVI wiekiem wzniesiono na niej dworek i słodownię, które od 1651 do początku XIX wieku należały do archiprezbitera Kościoła Mariackiego. W latach 20. XIX wieku budynki te zostały wyburzone.
Pałacyk został wzniesiony w latach 1837–1839 w stylu klasycystycznym dla przemysłowca Ludwika Zieleniewskiego. Projektantem budynku był architekt K. Szydłowski. W 1857 budynek został rozbudowany i przebudowany w stylu neorenesansowym według projektu Stanisława Gołębiowskiego. Był on własnością rodziny Zieleniewskich do 1939. Po II wojnie światowej mieścił siedziby kilku spółdzielni i firm.
22 marca 1966 pałacyk został wpisany do rejestru zabytków. Znajduje się także w gminnej ewidencji zabytków.

## Architektura
Budynek ma dwie kondygnacje. Na parterze umieszczono: sień przejazdową, półokrągłą klatkę schodową, magazyn, kantor fabryczny, mieszkanie pisarza, mieszkanie przewodnika fabryki, kuchnię pisarza i sień. Na pierwszym piętrze znalazł się natomiast apartament rodziny Zieleniewskich z pomieszczeniami reprezentacyjnymi. Nad sienią zlokalizowano gabinet właściciela, a obok przedpokój z wejściem na klatkę schodową. Dalej, w centralnej części, znalazł się duży reprezentacyjny salon, a za nim sypialnia, jadalnia i niewielka oranżeria.
Fasada pałacyku reprezentuje styl neorenesansowy. Ma ona siedem osi. W jej centralnej części znajduje się pseudoryzalit o szerokości trzech osi. W pierwszej osi parteru zaprojektowano bramę wjazdową, a w szóstej prosty portal wejściowy. Parter oddzielony jest od piętra szerokim gzymsem. Okna posiadają skromną dekorację. Większość z nich zwieńczona jest prostokątnie, z wyjątkiem trzech dużych okien w środkowej części pierwszego piętra, które zwieńczone są półkoliście.
W XIX wieku za pałacykiem istniał ogród, w którego miejscu znajduje się obecnie parking.